# Katarina Frendelius
Katarina Bartholdson (tidigare Frendelius), född 25 februari 1941, är en svensk tennisspelare som vann minst 11 SM-titlar i tennis.
1963 gifte hon sig med Wigar Bartholdson och lämnade därefter Frendelius som namn och spelade därefter under dubbelnamn eller enbart Bartholdson.
Borås tidning har listat henne på plats 33 bland tidernas 100 främsta idrottare.

## Biografi[5]

### Tenniskarriär
Katarina Bartholdson började spela tennis vid 14 års ålder och endast två år senare hade hon gjort sig ett namn i tennis-Sverige genom att vara rankad som etta i Sverige bland flickor födda 1939 – 1941. 1959 fick hon sin första större framgång i senior-sammanhang då hon gick till semifinal i inomhus-SM men fick se sig besegrad av Ulla Hultcrantz.
1960 flyttade Katarina Bartholdson från Borås till Stockholm för att spela för Djurgårdens IF:s tennissektion. Samma år gick Katarina Bartholdson också till final i inomhus-SM men förlorade mot Gudrun Rosin. 1960 var också året då Katarina Bartholdson begick Wimbledon-debut men åkte ut i första omgången mot ryskan Anna Dmietrieva med 6 – 2, 6 – 0.
1961 tog Katarina Bartholdson sitt första SM-guld då hon besegrade Ulla Sandulf med 8 – 6, 6 – 2 i finalen inomhus- SM i SALK-hallen i Stockholm. 1961 var också året då Katarina Bartholdson flyttade hem till Borås igen och började tävla för Göteborgsklubben Ullevi TK. Hon vann även turneringen Drottningens Pris det året genom att i finalen besegra Agneta Björk med 2 – 1 i set.
1962 vann Katarina Bartholdson SM-guld i singel utomhus samt i dubbel inomhus med Gudrun Rosin och i dubbel utomhus med Ann-Mari Almgren.
1963 gick Katarina Bartholdson till tredje omgången i Wimbledon men fick där se sig slagen av världsettan Maggie Smith från Australien. 1964 vann hon återigen SM-guld i damdubbel inomhus med Gudrun Rosin och det var också året då hon debuterade i Federation Cup för Sverige i en match mot Kanada i andra omgången. Katarina Bartholdson vann sin singelmatch mot kanadensiskan Benita Senn med 2 – 1 i set men förlorade sedan dubbeln i par med Ulla Sandulf i två raka set. Sverige förlorade mot Kanada med 2 – 1 i matcher.
Med start 1965 tog Katarina Bartholdson i par med Christina Sandberg tre SM-guld i rad i dubbel utomhus och 1967 vann hon sitt andra SM-guld i singel inomhus. 1967 blev också det år då hon avslutade sin elitkarriär.
Utöver ett tiotal SM-guld och ett antal starter i Wimbledon tävlade Katarina Bartholdson också i Franska öppna mästerskapen och US Open. Under sin tenniskarriär representerade Katarina Bartholdson IF Elfsborg, Djurgårdens IF och Ullevi TK.

### Yrkesliv
Efter avslutad tenniskarriär studerade Katarina Bartholdson pedagogik vid högskolan i Jönköping och utbildade sig till lågstadielärare. På 1980-talet började hon engagera sig mer och mer i familjeföretaget Pulsen där hon sedan ett antal år också sitter i styrelsen.
1990 började Katarina Bartholdson arrangera Feminina föreläsningar och sedan starten har fler än 200 föreläsare besökt Borås för att dela med sig av sina erfarenheter. Bland föreläsarna finns namn som Lill Lindfors, Stefan Einhorn och Emma Wiklund.